# Химическая свадьба Христиана Розенкрейца
«Химическая свадьба Христиана Розенкрейца в 1459 году» (нем. Chymische Hochzeit Christiani Rosencreutz anno 1459) — третий манифест братства Розенкрейцеров, изданный в 1616 году анонимно в Страсбурге на территории Священной Римской империи и затем распространившийся по другим странам Европы. Представляет собой философско-символическую притчу о семидневном путешествии Христиана Розенкрейца в замок для участия в королевской свадьбе. Его авторство приписывал себе лютеранский богослов Иоганн Валентин Андреэ.

## Сюжет

### День первый
Рассказчик (то есть Христиан Розенкрейц) описывает, как в ожидании Пасхи он чувствует, как сотрясается от бури его дом и даже холм, на котором тот стоит. Ему является восхитительная Дева (Weib) в небесно-голубом одеянии, усеянном золотыми звездами, с красивыми крыльями со множеством глаз; в её правой руке золотая труба, а в левой — большая пачка писем на всех языках. Одно из них Дева подает автору, после чего улетает, издав на своей трубе могучий звук. На письме — печать, на которой оттиснут необычный крест (так выглядит Иероглифическая Монада Джона Ди: это составленные в один символ иероглифические символы Солнца, Луны, Венеры и Овна), а также значится надпись: «In hoc signо vinces» («Сим символом победишь»). В самом письме — слова приглашения на Королевскую Свадьбу:
День этот, этот, этот день,

Есть Королевской Свадьбы день.

Если ты рожденьем и выбором Бога

Приглашен на это празднество,

То возрадуйся!

Тотчас иди на гору,

Где стоят три величественных храма,

И узри там все от начала до конца.

Вначале тщательно проверь себя:

Пусть тот, кто весит слишком

Мало, остережется.

Ни одного гостя не потерпит эта Свадьба,

Кто не хранит бдительность и нечист!.
Герой вспоминает, что это приглашение было явлено ему 7 лет назад в видении, но волнуется, что недостоин этого, и обращается к своему ангелу с просьбой направить его во сне по правильному пути. Затем во сне он видит себя в темнице, где скован одной цепью со множеством других людей, тщетно пытающихся выбраться. Это становится возможно по милости Древней Матери (Die alte Frau) с помощью семикратно спущенной в темницу верёвки. Вытянутых освобождают от оков, их имена записывают и дают по куску золота с символом Солнца и надписью D.L.S. (Deus Lux Solis — «Бог — Свет Солнца» или Deo Laus Semper — «Вечная хвала Богу»). Рассказчик обессилен и истекает кровью из-за удара головой об острый камень, когда его вытягивали, и от цепей на ногах, однако Древняя Мать говорит ему, чтобы он не тревожился и сохранил их в память о ней. Христиан Розенкрейц просыпается и понимает, что Бог удостоил его правом присутствовать на Королевской Свадьбе. Он облачается в белые полотняные одежды, накидывает на плечи красный плащ, завязывает его крестообразно, к шляпе прикрепляет четыре красных розы. Взяв с собой хлеб, соль и воду, он отправляется в путешествие в Замок.

### День второй
Христиану Розенкрейцу надлежит выбрать один из четырёх путей: короткий и опасный; долгий и окольный; королевский, которым мог следовать лишь один из тысячи и последний — только для очищенных тел. По воле Провидения (поделившись хлебом с голубем, на которого нападает ворон) он попадает на второй, длинный и легкий. В конце его — врата с надписью «Procul hinc procul tie profani», и страж, обрадованный его словами, что он брат Розы Креста, в обмен на воду и письмо с приглашением даёт другое письмо и золотой жетон с буквами SC. У вторых, охраняемых львом ворот, к которым прикреплена табличка с надписью Date et dabitur volis, рассказчик обменивает письмо от первого стража и сверток с солью на жетон с буквами SM на нем. Далее, ведомый Девой (Jungfrau), он с трудом успевает войти в третьи врата и в обмен на воду получает третий знак (с буквами SPN) и пару новой обуви.
После попадания в Замок Христиану Розенкрейцу срезают невидимыми ножницами волосы на макушке, затем вместе с другими приглашенными, коих множество, усаживают за стол (где им прислуживают невидимые слуги). Он досадует, что они заняли все лучшие места и ведут себя слишком шумно, за исключением его соседа. В зале появляется трон, на котором сидит Дева, но уже не в небесно-голубых, а в бело-золотых одеждах, приветствует гостей от имени Невесты и Жениха и предупреждает, что на следующее утро они будут взвешены для выявления достойных присутствовать на Свадьбе, и тех, кто считает себя недостойными, просят остаться в зале (их оказывается девятеро вместе с Христианом Розенкрейцем), остальных проводят в их спальни. Девятерых гостей в зале связывают и оставляют в темноте.
Во сне Христиан Розенкрейц видит с высокой горы в долине множество повешенных, и те, кто висит низко, падают мягко, а те, кто высоко, — с позором летят вниз. Автор просыпается в приступе смеха от увиденного.

### День третий
На рассвете все, считавшие себя достойными, снова приходят в зал, где оставшиеся по-прежнему связаны. Является Дева в красном бархате, опоясанная белым шарфом, и с зелёным лавровым венком на голове, в сопровождении рыцарей в красных и белых плащах. Начинается процедура взвешивания гостей, начиная с императоров, на золотых весах и с помощью семи гирь разного достоинства, в результате которой большинство оказываются слишком легкими. Из оставшихся в зале испытание проходят только главный герой и его компаньон, причём первый перевешивает не только все гири, но даже и трех рыцарей в полном вооружении в придачу, а затем и пажа, который при этом восклицает: «Это он!». Дева просит у Христиана Розенкрейца его розы и разрешает освободить одного из не прошедших испытание. Все достойные награждаются красной бархатной мантией и лавровой ветвью, а затем, за завтраком, — эмблемами Золотого Руна и Летающего Льва от имени Новобрачного; для них становятся видимыми невидимые слуги, и они пьют из золотого кубка, также переданного Королём. Дева с трубой, от которой Христиан Розенкрейц в начале получает приглашение, объявляет приговор не выдержавшим взвешивание, в зависимости от степени их лёгкости: одним позволено выкупить себя золотом и драгоценностями и удалиться с достоинством, испив глоток Забвения, другие изгоняются голыми, третьи бичуются розгами и кнутами, четвёртые, обманщики, которые не были приглашены на пир, — лишены жизни мечом или петлей. Автор наблюдает за исполнением приговора со слезами на глазах.
Оставшиеся до вечера занимаются в сопровождении пажей осмотром достопримечательностей Замка: Львиного фонтана в саду, многочисленных картин, библиотеки, драгоценных часов, имитировавших движение небесных сфер, огромного глобуса с нанесенными на него изображениями всех стран света, а также королевской гробницы со знаменитым Фениксом. Затем все встречаются за ужином, где Дева задаёт загадки, в том числе о своём имени, которую рассказчик отгадывает. Наконец, появляется Герцогиня, ещё менее земная, чем Дева, которую все принимают за Новобрачную — по величию она намного превосходит невесту и впоследствии руководит всей Свадьбой. Она говорит Христиану Розенкрейцу, что ему дано было многое, и поэтому с него более всех спросится. Герцогиня проводит церемонию подвешивания гирь с участием семи дев, затем все расходятся по богато убранным спальням.

### День четвёртый
После омовения в фонтане в саду (где лев держит табличку с надписью, что водой фонтана принц Меркурий исцеляет все болезни, и другими стихами) Дева отводит гостей в сопровождении ещё шестидесяти дев и музыкантов, одетых в красный бархат, по лестнице из 365 ступенек в Королевский зал, где юные Король и Королева величественно восседают в невыразимой славе. По обе стороны от их трона стоят два других: на одном — царствующий древний седобородый Король с прекрасной юной Королевой, на другом — чёрный Король с покрытой вуалью изящной пожилой матроной. Возле них парит Купидон, а перед ними стоит алтарь, где лежит шесть предметов: книга в черном бархате, зажженная свеча, сам собой вращающийся глобус, часы; фонтан, из которого бежит ручеек чистой кроваво-красной жидкости, и череп с белой змеей, ползущей из глазниц.
После аудиенции и танца гости во главе в Герцогиней спускаются смотреть представление. Пьеса из семи актов (с короткими интермедиями на библейские темы) повествует о принцессе, которую троекратно похищают Мавры, но затем спасают. Юный король, обрученный с ней, побеждает Мавров, возвращает ей королевство, и они женятся. Все присутствующие в зале восклицают: Vivat Sponsus, vivat Sponsa! (Да здравствует Жених, да здравствует Невеста!). Пьеса заканчивается свадебным гимном, призывающим благословение на Короля и Королеву, и молитвой, чтобы от них пошло прекрасное потомство.
После представления все возвращаются на свадебный пир, однако королевские особы печальны. Все ставят в чёрной книжечке с алтаря подписи в знак верности королю и делают из фонтана глоток молчания, после чего три короля и три королевы меняют белые одежды на чёрные, им завязывают глаза и торжественно обезглавливают, помещают их тела в гробы, а кровь сливают в золотую чашу. Чёрный палач также обезглавлен. Все присутствующие очень опечалены, но Дева обещает, что эта смерть произведёт немало для Жизни. Гостей разводят по спальням, а после полуночи автор из окна своей видит, как гробы и раку с головой и топором палача погружают под руководством Девы на 7 светящихся кораблей, и они отплывают.

### День пятый
На Пятый день рассказчика по его просьбе водят по подземелью замка. За дверью с надписью «Здесь похоронена Венера, погубившая множество выдающихся людей» он обнаруживает великолепную Королевскую Сокровищницу, освещавшуюся огромными карбункулами, в центре которой — роскошно украшенная треугольная гробница. Паж ведёт Христиана Розенкрейца через дверцу в полу по тёмной лестнице к богатой кровати, отдёргивает занавесь, и герой видит тело Венеры (над её головой — табличка с золотыми буквами: «Когда все плоды с моего дерева растают, тогда я пробужусь и стану матерью Короля»), обнаженной и столь прекрасной, что ему трудно совладать с собой. Вернувшись в сокровищницу, автор видит не замеченные им ранее свечи из пирита — их чистое пламя расплавляет плоды, падающие с дерева на гробнице, вместо которых постоянно созревают новые. Внезапно прилетевший Купидон, взволнованный опасной близостью гостя от двери к склепу Венеры, в наказание протыкает его руку стрелой, но впоследствии, когда он присоединяется к своим собратьям в зале, велит ухаживать за ним. Христиан Розенкрейц не сообщает никому о виденном.
Дева в чёрном бархате ведёт гостей в сопровождении свиты дев в сад, где происходит положение шести гробов и маленькой раки в гробницы; все, кроме автора, думают, что это Королевские похороны. Но Дева приглашает всех плыть на Остров Олимпийской Башни, для изготовления средства возвращения Королевских Персон к жизни, куда они и отплывают на семи кораблях, выстроившихся в особом порядке. В пути им поют сирены, а Христиан Розенкрейц получает рану в голову от Купидона, предсказанную ему во сне в первый день. Остров представляет собой правильный квадрат, окруженный высокими стенами, а Олимпийская Башня — семь малых цилиндрических башен. Туда вносят гробы и в подземной лаборатории начинают алхимическую работу: моют растения, дробят драгоценные камни, отжимают соки и эссенции и помещают их в пробирки. По завершении гости получают скромный ужин и укладываются на матрацах в лаборатории, а перед сном рассказчик видит со стены ровно в полночь семь приближающихся к острову огней далеко в море, после чего поднимается ветер и облака закрывают луну.

### День шестой
Пожилой страж Башни раздаёт гостям верёвки, крылья и лестницы, и те, кому, как и главному герою, достаётся лестница, поначалу недовольны своим жребием. С помощью этих предметов все поднимаются на второй этаж через отверстие в потолке, откуда их зовёт Дева. Там начинаются лабораторные опыты с телами королей и королев и головой мавра, полученную из них (с помощью произведённой накануне субстанции) красную жидкость помещают в золотой глобус, после чего аналогичным образом перемещаются на третий этаж. Там из глобуса, нагрев его отражёнными от зеркал лучами Солнца, получают, разрезав алмазом, белое яйцо, которое Дева уносит. На четвёртом уровне из него вылупляется птенец, который по мере кормления кровью убитых королей и королев растёт, покрывается чёрным оперением, затем белым и голубым и ведёт себя всё более дружелюбно. После обеда Дева удаляется с птицей, и все переходят в пятую комнату прежним способом. Там оперение птицы в молочной ванне превращают в голубой камень и с его помощью окрашивают её, кроме головы, и Дева снова её уносит. В шестой комнате перед всеми участниками предстает алтарь с теми же предметами, что и ранее в Королевском зале; птица пьёт из фонтана и кормится кровью белой змеи из черепа. Сфера непрерывно вращается, и при достижении третьего соединения (после каждого звонят часы) птица кладёт голову на книгу, и её отрубают. Рубиновая кровь птицы наполняет комнату, её тело сжигают и пепел кладут в кипарисовую шкатулку. Автор и ещё трое участников возмущаются таким учиненным над ними обманом, и Дева объявляет, что они не допущены в седьмую комнату, где должно случиться самое чудесное из таинств. Их с позором выпроваживают из шестой комнаты, однако затем проводят на восьмой этаж, под самую крышу, где Старец объясняет, что для продолжения работы избраны были на самом деле они, и всех очень забавляет эта ситуация. Оставшиеся же, думая, что они — избранные, занимаются изготовлением материального золота. Из пепла Птицы делается паста и наливается в две формочки, из которых затем появляются два младенца мужского и женского пола. На гомункулов капают кровью птицы, они растут и становятся настолько прекрасными, что на них невозможно смотреть, но у них ещё нет души. С помощью труб в них вливают лучи Солнца из-под купола башни, и вскоре они пробуждаются — это и есть ожившая повенчанная пара, они думают, что всё это время спали. Их обряжают в принесённые до этого Девой чудесные белые одежды, и они отплывают домой на королевском корабле вместе с Купидоном и свитой дев.
За ужином избранные встречаются снова с прежними товарищами, притворяясь, будто они продолжают пребывать в своем плачевном состоянии, и Христиан Розенкрейц узнаёт много полезного от Старца. Последний затем показывает гостям множество интересных вещей в своём кабинете редкостей, после чего все расходятся по спальням.

### День седьмой
После продолжительного сна с одиннадцати вечера до восьми утра гости узнают от Девы, что избраны в Рыцари Золотого Камня, получают жёлтые одежды вместо чёрных погребальных и Золотое руно, затем, после завтрака, от Старца — золотые медали с надписями «Аг. Nat. Mi» (Art is the Priestess of Nature, «Искусство — это жрица Природы») и «Tern. Na. F» (Nature is the Daughter of Time, «Природа — это дочь Времени»), и собираются на морском берегу, готовясь к отплытию. Их ожидает двенадцать кораблей, на которых развеваются флаги с эмблемами зодиакальных созвездий; Христиан Розенкрейц попадает на корабль со знаком Весов, и во время плавания Старец развлекает всех чудеснейшими историями. Со стороны Замка навстречу плывут 500 кораблей, на главном из которых — юные король и королева; со свитой они выезжают на золотой барке встречать гостей. Атлант приветствует их от имени Короля и испрашивает свадебных подарков, в ответ на что пожилой стражник вручает им небольшую странную шкатулку, передав её парящему над ними Купидону. Причалив, все едут верхом к первым вратам Замка; автор едет рядом со Старцем и Королём (на них снежно-белые Эмблемы с Красным Крестом), и последний называет его своим отцом.
Страж первых врат в голубых одеждах просит Христиана Розенкрейца передать Королю его прошение. По пути ко вторым вратам Король рассказывает, что Страж был в свое время известным астрологом, но совершил проступок перед Венерой, увидев её в кровати во время отдыха, и в наказание за это теперь должен был ждать у Врат, пока кто-нибудь другой не совершит такой же грех, чтобы тогда занять его место. Из-за этого автор начинает сильно волноваться, памятуя о своём недавнем преступлении в склепе, но сохраняет спокойствие и передаёт Королю прошение Стража. По мере его чтения Король приходит в ужас, но не объясняет ничего Королеве и Герцогине, и лишь по прибытии в Замок велит прислать ему в кабинет Старого Атланта. Тот скачет к Вратам, чтобы разузнать подробности.
Гостям объявляют, что в благодарность за их работу каждому разрешено после ужина попросить Короля, кто о чём пожелает. Тем временем Король и Королева начинают играть в игру наподобие шахмат, фигурами в которой являются добродетели и пороки, и можно наблюдать, как избежать пороков. Во время игры возвращается Атлант и по секрету сообщает Королю о результатах. Христиан Розенкрейц очень переживает; в прошении, которое Король велит ему прочитать, Страж Первых Врат сообщает, что один из гостей открыл Венеру, так что пришло время освободить его от обязанностей Стража, а также просит позволить ему присутствовать на вечернем банкете в надежде, что его преемник будет обнаружен, и Король так и поступает, находясь, однако, в замешательстве от необходимости раскрывать подробности этого дела и выявлять преступника среди гостей, и предоставляет решение самому привратнику.
После ужина начинается посвящение в Рыцари Золотого Камня, и Атлант объявляет, что для этого все должны принести пять клятв:
- никоим образом не связывать деятельность Ордена с какими-либо духами или демонами, лишь с Богом-творцом и Его служанкой Природой;
- возненавидеть всякое распутство, нечистоту и невоздержанность и не осквернять Орден подобным злом;
- использовать свои таланты для помощи всем, кто в них нуждается и достоин этого;
- не стремиться посредством чести быть членом Ордена к земному достоинству и высокому авторитету;
- не желать жить дольше, чем положил Бог.

После этого все с подобающими церемониями посвящаются в рыцари и процессией отправляются в часовню, где автор вешает своё Золотое Руно и шляпу с розами, и (поскольку все пишут свои имена) пишет рядом собственный девиз и имя: «Summa Scientia nihil Scire, Fr. Christianus Rosencreutz, Eques aurei Lapidis, Anno 1459» («Высшая мудрость — это не знать ничего. Брат Христиан Розенкрейц, Рыцарь Золотого Камня, 1459»).
Затем Король удаляется в небольшой кабинет, куда каждый может войти лично и изложить своё пожелание. Христиан Розенкрейц решается рассказать правду о совершённом им проступке. Король оказывается опечален этим, но не имея права нарушить свои древние обычаи, объявляет, что Розенкрейц должен занять место Первого Стража до свадьбы будущего сына нового Короля. Рассказчик мужественно готовится принять наказание, он безутешен, зато его совесть чиста благодаря освобождению Первого Стража, который дал ему во второй день золотой жетон, позволивший ему впоследствии выстоять на весах и стать участником всех дальнейших почестей и радостей. Приходит время расстаться, Рыцарей отводят в спальни, причём Христиана Розенкрейца — Атлант и Страж Башни, они располагаются на трёх кроватях.
На этом месте трактат прерывается словами: «Тут мы принесли ещё почти два…», далее приписана концовка: «Здесь недостает двух листов. Насколько можно себе представить, — будучи вынужден стать на утро охранителем ворот, он вернулся домой» — видимо, подразумевается дом, в который было принесено письмо с приглашением на Королевскую Свадьбу, то есть герой освобождается от наложенного на него наказания.

## Значение символов

### Реальные прообразы замка и его хозяев
Скорее всего, образ царственной четы, обитающей в чудесном замке, полном различных диковин и изображений львов, навеян периодом правления курфюрста Пфальцского Фридриха V, резиденция которого находилась в Гейдельбергском замке, а геральдической эмблемой являлся лев. В 1613 году состоялась его свадьба с Елизаветой Стюарт, дочерью Якова I, короля Англии, и её называли «бракосочетанием Темзы и Рейна». Сама церемония была исключительно пышной и роскошной даже для того времени, начавшись в Лондоне и растянувшись путешествием ко двору в Гейдельберге. Так, в Оппенгейме, на первой остановке, была возведена триумфальная арка, основным декоративным элементом которой стали розы (невеста происходила из рода Йорков и Ланкастеров, в гербах которых есть розы). А в Гейдельберге на одной из повозок, приготовленных для торжественной встречи монархов, Фридрих V был изображен Ясоном — явная ссылка на Орден Золотого Руна, в который он входил.
Елизавета Стюарт отличалась сильным характером и яркой индивидуальностью (её бабушкой была Мария Шотландская). Посторонние наблюдатели не уставали поражаться страстной привязанности супругов друг к другу. Их двор разительно отличался от всех других германских дворов, а жизнь, которую они вели шесть лет после свадьбы, со стороны представлялась романтической повестью, не менее удивительной, чем обрамлявший ее фантастический антураж.
После недавней достройки и модернизации Саломоном де Коcсом замок и прилегающий сад были наполнены волшебными механическими статуями, водяными органами, искусственными поющими гротами и прочими чудесами, объединявшими в себе последние достижения науки. Такое представление о парковой архитектуре было распространено на рубеже Возрождения и барокко, но даже эти новейшие взгляды активно подпитывались античной традицией: во многом они были основаны на трактате римлянина Витрувия, который рекомендовал архитектору культивировать искусства и науки, основанные на числе и пропорции, использовать перспективу, музыку и механику.
На сохранившихся гравюрах этих лет можно видеть эмблемы с видами Гейдельбергского замка. На них присутствует Лев, «сохраняющий бдительность даже во сне», символизирующий курфюрста Пфальцского, охраняющего безопасность своих подданных; он держит отверстую книгу с девизом Semper Apertus («Всегда открыто»). Имеются свидетельства связи Фридриха V с розенкрейцерским движением: оно могло возникнуть ради одержания победы над Габсбургами и восторжествования протестантизма во всех европейских странах, и Розенкрейцерские Манифесты провозглашали именно эту победу, которую должен будет одержать Фридрих Пфальцский, и в результате в обществе наступит всеобъемлющая Реформация, в области науки, искусства и общественной жизни европейцев. С другой стороны, такое представление о Розенкрейцерстве представляется несколько поверхностным, поскольку установление благополучной обстановки на материальном плане и утверждение «Тысячелетнего царства», о котором говорил Фридрих V, на земле, вряд ли входило в планы Розенкрейцерского Братства, поскольку тогда людям не нужно было бы стремиться к возвращению в Небесный Эдем, в чем и заключались его цели.

### Воскрешение как духовная свадьба
Священный брак — иерогамия — занимает важное место в античных мистериях. У многих авторов тема духовной свадьбы связана с темой обновления и рождения заново. Именно воскрешение короля и королевы, являющееся центральной темой, и понимается как бракосочетание, тогда как сама брачная церемония вовсе не описывается в романе.
В рамках интерпретации образов романа как объектов, принадлежащих к внутреннему миру духоиспытателя (Христиана Розенкрейца), обезглавливание королевских особ — одно из событий его собственного душевного развития, а именно осознания того, что материальные силы познания преобразуются из сил физического роста, лишь принимая в себя смерть. Это опыт открытия природной алхимии, живущего во всём неживого начала, которое только и видимо при обычном рассмотрении. Чтобы из материальных процессов начали высвечиваться духовные, необходим переход к алхимии, культивируемой искусственным образом, когда человек внутри душевной сферы придаёт своим познавательным силам такой характер, какого они в процессе простого органического развития не приобретут.
Кроме того, существует такая трактовка как союз между душой («супругой») Посвящённого, прошедшего по духовному пути и Богом («супругом») — алхимическая аллегория мистического союза между Христом и душой.
С этической точки зрения воскрешение молодых короля и королевы на вершине башни и одушевление их Божественным Светом представляют силы разума и любви, которые должны вести общество. Разум и любовь являются двумя великими этическими источниками лучезарности мира и говорят о просвещенном духе и возрожденном теле. Жених — это реальность, а невеста — это возрожденное существо, достигающее совершенства через становление в реальность посредством космической женитьбы, где смертная часть достигает бессмертия в соединении со своим бессмертным источником. В герметической свадьбе божественное и человеческое сознание соединяются в священном браке, и человек, в присутствии кого это свершается, получает титул Рыцаря Золотого Камня; он становится божественным философским камнем — алмазом, состоящим из квинтэссенции своей семикратной природы.

### Семеричность
В «Химической свадьбе» число семь играет основополагающую роль. Прежде всего, действие разворачивается на протяжении семи дней, что является явной отсылкой к Ветхому Завету. В сценах четвёртого дня фигурируют семиактная пьеса-интермедия и семикомпонентный алтарь. Во сне Христиана Розенкрейца в первый день верёвка спускается семь раз, а конечная трансмутация осуществляется на шестой день в процессе последовательного подъёма по семи этажам башни, — отмечались определённые параллели между этими процессами подъёма, в первом случае с помощью милости Древней Матери, а во втором — уже собственными силами. Также в романе фигурируют семь дев, семь мер веса, семь кораблей. Имеются и неявные, более глубоко скрытые в тексте проявления семеричности. Так, Иероглифическая Монада, изображённая на конверте письма в первый день, фактически составлена из семи символов (так её трактует и сам Джон Ди). Это призвано предсказать Христиану Розенкрейцу, что ему предстоит 7 испытаний: письмо, выбор пути, трое врат, первая встреча с гостями в зале и взвешивание. Отправляясь на свадьбу, он также имеет с собой 7 предметов.
В столь многочисленных проявлениях семеричность относится прежде всего к алхимической символике. Алхимики делят процесс получения Философского Камня на семь фаз: первые 4 — Нигредо, затем две — Альбедо и наконец последняя, завершающая Великое Делание — Рубедо. В романе фаза дистилляции выражается в том, как Христиан Розенкрейц встречает ворона, голубя, и деву в небесно-голубом одеянии (первый и третий день), а также видит во сне себя среди других пленников, так что все карабкаются друг на друга в попытке выбраться из темницы. Это означает, что человек лучше понимает зло, от которого страдает, через взаимодействие с другими. Затем наступает фаза кальцинации — необходимость преодоления физических и духовных испытаний; белые одежды королевских особ становятся чёрными. Гниение — третья фаза, когда герой романа закован в цепи и страдает от этого (первый и третий день), это экзистенциальная смерть, утрата целостности личности, обезглавливание шести королей и королев на четвёртый день. Последняя фаза Нигредо — растворение; она воплощается в ранении Христиана Розенкрейца острым камнем и его (с другими гостями) взвешивании, а затем войне короля с маврами в пьесе (четвёртый день), в перемещении обезглавленных тел на кораблях, в их последующей очистке и растворении (шестой день), а также в сожжении птицы и очистке пепла. По завершении этой каталитической стадии наступает белая, анаболическая — подъём, и начинается она с коагуляции. Главного героя поднимают на верёвке из темницы, он успешно проходит испытание (первый и третий день), невеста спасена королём из рук мавров (четвёртый день), а из пепла птицы делается паста, из которой затем формируются гомункулы (шестой день). На психологическом уровне это соответствует упорядочиванию разрозненных элементов личности. Вторая часть Альбедо — вивификация или оживотворение, реализуется, когда Христиану Розенкрейцу, освобождённому от цепей, дозволяется присутствовать на королевской свадьбе, а затем — когда солнце нагревает раствор в золотом глобусе на одном из этапов трансмутации на шестой день, в результате чего получается белое яйцо; и так, благодаря небесному пламени те, кто, казалось, были мертвы, возвращены к жизни. Это означает самореализацию, реинтеграцию личности. Наконец, последняя стадия Великого Делания — Рубедо — умножение умножение и проекция; они предстают в сценах, когда Христиан Розенкрейц получает золотые жетоны (второй день), затем — возможность освободить императора, не прошедшего испытание (третий день), из яйца в процессе трансмутации шестого дня вылупляется птенец, освобождённая невеста получает наследство и свою корону (представление на четвёртый день), король и королева торжественно прославляются и отплывают на золотом корабле на роскошный пир (седьмой день). Таким образом, душа, пройдя шестую фазу реинтеграции, способна теперь излучать вовне свет добра для мира и других людей.
Между тем, 7 — величина отнюдь не только алхимического порядка. Теория, согласно которой процесс возвышения души делится на семь этапов, существует во многих традициях: греческой, вавилонской, переходящей затем в еврейскую и иудео-христианскую апокалиптическую литературу, а также в ислам, наконец, в герметической, — она повествует о семи этапах на пути к духовному экстазу.

### Замок души
Местом бракосочетания является гора. Согласно традиционной символике, там, где земля встречается с небом, обитают боги, и именно там человеку даётся откровение. Взбираться на гору означает отправиться на поиски самого себя и предпринять восхождение к абсолюту. В приглашении, посланном Христиану Розенкрейцу, значится, что он должен достичь вершины горы, увенчанной тремя храмами, однако далее в романе указывается, что речь идёт о замках. Герой минует два портала и прибывает в замок, где идут приготовления к великой трансмутации. Но Великое Делание совершается в третьем месте — в башне, расположенной на острове. Здесь вновь возникает тема замка души, о котором говорится и в других алхимических сочинениях: завоевание замка представляет собой искания души. Гора, замок, храм или башня — все эти элементы в «Химической свадьбе» символизируют идею странствия и восхождения.
Однако храм или замок, расположенный на высокой горе, может также иметь эсхатологическое значение, служа прообразом грядущего Храма, о котором идёт речь в видении Иезекииля, которое посетило его, когда после разрушения Храма и всего Иерусалима евреи оказались в вавилонском плену. Он выстраивает параллель между изгнанием евреев и изгнанием человека из Рая: разрушение Храма вызвало отдаление Бога от его Творения, когда Бог стал единственным «местом», где человек мог отправлять культ. Тем не менее, Иезекииль заявляет об основании нового — третьего — Храма, которое совпадёт по времени с восстановлением Творения, и описывает храм расположенным на «высокой горе» и имеющим прообраз в надземном мире. Видение Иезекииля оказало большое влияние на ессеев и легло в основу всей апокалиптической литературы.

### Четыре пути
Странник в «Химической Свадьбе» должен отыскать путь к познанию природы, которое должно послужить основанием истинного человекопознания. Ему, однако, указывают не один этот путь, а множество путей. Первый ведет его в область, где рассудочные представления обыденного сознания, приобретенные в чувственных восприятиях, действуют при получении сверхчувственного опыта таким образом, что при совместном действии обеих сфер опыта убивается способность усматривать действительность. Второй угрожает тем, что душа может потерять терпение, когда, получив духовные откровения, будет вынуждена долго ожидать, пока постепенно созреет то, что было первоначально получено лишь как недоступное пониманию откровение. Третий путь требует людей, которые, благодаря бессознательно достигнутой эволюционной зрелости, за короткое время приходят к созерцанию, приобретаемому другими в длительной борьбе. На четвертом пути человек встречается со всеми силами, которые, действуя из сверхчувственного мира, затуманивают его сознание и внушают ему страх, стоит ему только захотеть оторваться от чувственного опыта.
В символизме четырёх путей можно усмотреть аналогию с путями хатха, бхакти, раджа и джняна-йоги.
Важно также, что герой не выбирает путь самостоятельно. Образ «черного ворона», отнимающего пищу у «белого голубя», вызывает в душе странника определенное чувство; и это чувство, образованное из сверхчувственного восприятия, ведет по тому пути, по какому не мог бы повести выбор, сделанный обычным сознанием. Какой путь изберет для себя та или иная душа, зависит от состояния, в какое она пришла благодаря опытам обычного сознания до того, как вступила на путь духовного странствия.

### Слава
Дева, приносящая Христиану Розенкрейцу приглашение на свадьбу, — крылатая девушка с многочисленными глазами и ушами, с трубой как неизменным атрибутом, — общепринятое аллегорическое изображение Славы. Здесь можно видеть отсылку к «трубному гласу» первого манифесту Розенкрейцеров, «Fama Fraternitatis RC» (Слава Братства RC).

### Взвешивание
Отделение людей достойных от недостойных с помощью весов напоминает известную многим народам психостазию (взвешивание души). Психостазия совершается после смерти человека, однако и посвящение в тайны мира всегда рассматривалось как смерть и последующее воскресение.
Взвешивание проводится с помощью семи гирь, которые символизируют «семь наук и свободных искусств» (под ними в Средние века подразумевали грамматику, диалектику (логику), риторику, арифметику, геометрию, музыку и астрономию) как знания, приобретаемые в чувственном мире и могущие служить подготовкой к духопознанию. Достойные — те, кто способны превратить содержание этих искусств в душевную весомость. А брат Розенкрейц имеет в своей душе не только содержание, не уступающее семи гирям, но и какой-то перевес, и это позволяет ему спасти первого императора, который сам по себе душевно недостаточно состоятелен, от изгнания из духовного мира. Из всех сил души, которые развиваются еще в чувственном мире, одна лишь любовь остается неизменной при переходе души в мир духа. Помогать слабым людям в меру сил, какими располагаешь сам, бывает возможно в чувственном мире, но точно таким же образом это может совершиться и при помощи того, что человек приобрел в духовной области.
Высказывалась, однако, и критика такой трактовки семи гирь как семи свободных искусств и предположение, что они обозначают скорее семь добродетелей: благоразумие, мужество, справедливость, умеренность — маленькие гири, вера и надежда — большие и наконец любовь — самая большая.

### Алхимия и теология
Дева — персонаж, особенно активно взаимодействующий с героем, задаёт присутствующим за столом на третий день загадку о своём имени, однако система алгебраических уравнений, которую можно по ней составить, не даёт однозначного решения. Однако используя обозначение букв средневекового латинского алфавита числами 1,2,3 и т. д., можно получить: 1+12+3+8+9+13+9+1=56 — ALCHIMIA — это каноническая трактовка. Это репрезентация сверхчувственного знания, которое, в противоположность «семи свободным искусствам», обретающимся в чувственном поле и вытекающим из обычного сознания, извлекается из духовной области. Алхимик совершает свои манипуляции с чувственно воспринимаемыми силами и веществами не потому, что намерен познакомиться с действием этих сил и веществ в чувственном мире, но ради откровения сверхчувственных процессов через чувственные. Он желает сквозь чувственные процессы видеть сверхчувственные. То, что он делает, отличается от исследований обычного естествоиспытателя способом рассмотрения процесса. В сверхчувственном мире неприменим привычный способ суждений, предполагающий принятие решений на основании рассудка, что и показано в этой сцене из третьего дня: все предлагаемые вопросы ведут к тому, чтобы человек в ответ воздержался от решения.
После изображения этих переживаний на сцену выходит Герцогиня, что связывает Христиана Розенкрейца с областью сверхчувственного знания, сопоставляемого с ней — теологией — наукой более высокой, нежели алхимия.